# Уилям Бауман
 Тази статия е за хирурга Уилям Бауман.  За други личности със същата фамилия вижте Бауман.  
 Сър Уилям Бауман, 1-ви Баронет (на английски: William Bowman) е английски хирург, хистолог и анатом. Той придобива най-широка известност с микроскопските си изследвания за изучаване на различни човешки органи, въпреки че цялата му успешна професионална кариера е посветена на офталмологията.

## Биография
Роден е на 20 юли 1816 година в Нантуич, Чешър, Англия, трети син на банкер и любител ботаник-геолог. Бауман получава образованието си в Института Хейзълууд, Бирмингам. Като дете вижда инцидент причинен от барутна експлозия и това поражда интереса към медицината. Учи се при хирурга Джозеф Ходжсън в Бирмингамската многопрофилна болница през 1832 г. Напуска Бирмингам през 1837, за да продължи обучението си на хирург в Кингс Колидж (Лондон), където асистира в катедрата по патология като препаратор на анатомични дисекции (просектор) за професора по физиология – Роберт Бентли Тод.
Най-ранната му известна разработка е върху структурата на скелетните мускули, за което той е избран за член на Кралското дружество през 1841 г. Още на 25-годишна възраст Бауман идентифицира Баумановата капсула, основен елемент на нефрона. Той представя пред Кралското дружество своите открития през 1842 г. в книгата си „Върху структурата и функцията на малпигиевите телца на бъбреците“ и е награден с Кралския медал. Сътрудничество му с професор Тод води до публикуването на петтомна „Анатомия и физиология на човека“ (1843 – 1856) и „Енциклопедия по анатомия и физиология“ (1852), които подробно описват микроскопските им изследвания по хистология, на миниатюрни анатомични структури и техните физиологични функции. Тяхната обширна употреба на микроскопа революционизира изучаването на анатомията и физиологията. Освен Баумановата капсула, други анатомични структури кръстени на негово име включват:
- Бауманови жлези – в обонятелната лигавица и
- Бауманова мембрана – предната ограничителна мембрана на роговицата.

След завършване на обучението си по хирургия през 1844 г., Бауман практикува като офталмолог в Лондонската Кралска болница (по-късно известна като Болница по очни болести „Мурфийлд“). Той е измежду най-първите лекари служещи си с офталмоскопа изобретен от Херман фон Хелмхолц през 1851 г.
Между 1848 и 1855 г. преподава в Кингс Колидж (Лондон). През 1880 основава „Дружеството на офталмолозите", което по-късно прераства в Кралски офталмологичен колеж.
През 1884 г. Кралица Виктория го титулува баронет.
Умира в дома си в Джолдуиндс, близо до Доркинг в Съри на 29 март 1892 година на 75-годишна възраст.

## За него
- Galst, Jm, Jay M. Sir William Bowman (1816 – 1892). Archives of ophthalmology. Т. 125.   Apr 2007. DOI:10.1001/archopht.125.4.459. с. 459.
- Frixione, Eugenio. Muscle microanatomy and its changes during contraction: the legacy of William Bowman (1816 – 1892). Journal of Muscle Research and Cell Motility. Т. 27.   2006. DOI:10.1007/s10974-005-9048-z. с. 9 – 20.
- Haviv, Y S. Figures in the historical dispute over renal function. Part II: Karl Ludwig versus Rudolph Heidenhain and William Bowman. Т. 8.   2000. с. 32 – 8.
- Eknoyan, G. Sir William Bowman: his contributions to physiology and nephrology. Т. 50.   1996. DOI:10.1038/ki.1996.538. с. 2120 – 8.
- Roman, Fs, F S. Sir William Bowman. The British journal of ophthalmology. Т. 76.   Oct 1992. DOI:10.1136/bjo.76.10.639. с. 639.
- Trevor-Roper, P. Sir William Bowman—1816 – 1892. Т. 76.   1992. DOI:10.1136/bjo.76.3.129. с. 129.
- Davis, B T. The formative years of Sir William Bowman, F. R. S. Т. 17.   1982. с. 169 – 71.
- Law, F W. Sir William Bowman. Т. 19.   1975. с. 302 – 7.
- Lilien, Om, O M. Sir William Bowman (1816 – 1892). Investigative urology. Т. 10.   Jul 1972. с. 107 – 8.
- Grondona, F. [Structure and function of the kidney according to William Bowman]. Т. 6.   1971. с. 195 – 204.
- Thomas, K B. The manuscripts of Sir William Bowman. Т. 10.   1966. с. 245 – 56.